# Matola (fleuve)
Le Matola est un fleuve du Mozambique. Il s'appelait autrefois l'Espírito Santo.

## Géographie
Long d'environ 60 km, il s'écoule du nord au sud, traverse la province de Maputo et débouche dans l'estuaire de l'Espirito Santo, au niveau des villes de Maputo et de Matola.